# 위구르계 미국인
위구르계 미국인(위구르어: ئامېرىكىلىق ئۇيغۇرلار)은 위구르 혈통의 미국인이다. 대부분의 위구르인들은 1980년대 후반부터 중국 신장 위구르 자치구에서 미국으로 이주했으며, 2009년 7월 이후 상당수가 도착했다.

## 역사
미국 내 위구르인의 역사는 1960년대 소수의 이민자들이 도착하면서 시작되었다. 20세기 후반, 여러 신장 분쟁을 겪은 후 수백만 명의 위구르인들이 신장 위구르 자치구에서 카자흐스탄, 튀르키예, 유럽, 캐나다, 호주, 뉴질랜드 및 기타 국가와 지역으로 망명했다.
2010년 추정치에 따르면 미국 내 위구르인 인구는 8,000명 이상이었지만, 위구르계 미국인 협회는 2009년 7월 중국에서 발생한 2009년 7월 우루무치 소요 사태 진압으로 인해 2010년대에 더 많은 위구르인들이 미국으로 이주했다고 밝혔다. 2022년 현재 위구르계 미국인 협회는 미국 내 약 10,000명의 위구르인이 있다고 추정하고 있으며 동튀르키스탄 망명정부는 10,000명에서 15,000명 사이의 위구르인이 미국에 있다고 추정하고 있다.
수천 명의 위구르인들이 미국에서 가장 많은 위구르인 인구를 가진 워싱턴 D.C. 지역에 거주하는 것으로 알려져 있다. 로스앤젤레스, 뉴욕, 샌프란시스코, 휴스턴에도 소수의 위구르인들이 거주하고 있다.
2019년, 중국 정부는 위구르계 미국인들의 언론과 행동을 통제하기 위해 미국 내 위구르인들을 괴롭히고 학대했다는 보도가 있었다. 2020년 위구르 인권 정책법 제8조는 "중화인민공화국 정부의 공무원이나 요원에 의해 미국 내에서 괴롭힘이나 협박을 당한 위구르족 및 미국에 합법적으로 유학하거나 일시적으로 일하는 중국 국민을 포함한 미국 시민 및 거주자를 보호하기 위한 노력"에 대한 보고서를 90일 이내에 제출하도록 요구한다.

## 조직
다른 미국 내 민족 집단과 마찬가지로 위구르계 미국인들도 여러 조직을 가지고 있다. 가장 잘 알려진 조직은 다음과 같다.
- 위구르계 미국인 협회: 1998년 위구르 해외 활동가 그룹이 위구르족에 대한 대중의 인식을 높이기 위해 설립한 워싱턴 D.C. 기반의 옹호 단체이다.[4]
- 동튀르키스탄 민족 각성 운동: 위구르인 대학원생 살리 후다야르가 2017년에 설립한 청년 주도 조직이다.[5]
- 동튀르키스탄 망명정부: 위구르인 활동가 안와르 유수프 투라니가 2004년에 설립했다.

## 저명한 인물

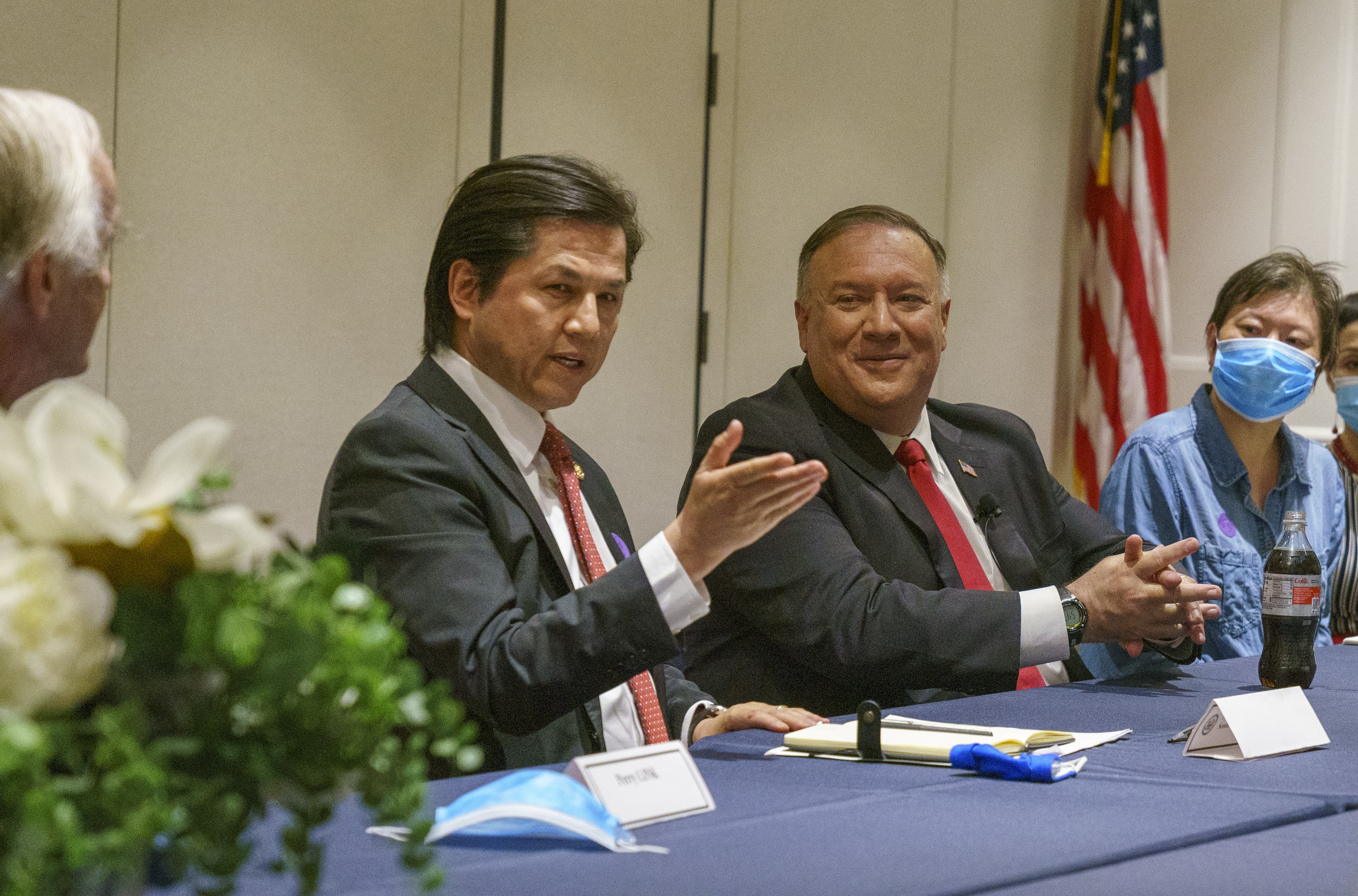
마이크 폼페이오 미국 국무장관이 USCIRF 위원 누리 투르켈과 중국 반체제 인사들을 만난다 (2020년 7월).

- 루산 압바스, 활동가이자 위구르 운동의 집행 이사
- 굴체흐라 호자, 자유아시아방송 기자
- 쇼흐레트 호슈르, 자유아시아방송 기자
- 살리 후다야르, 동튀르키스탄 망명정부의 현 외무부 장관
- 엘니가르 일테비르, 미국 국가안전보장회의의 중국 담당 국장
- 레비야 카디르, 세계 위구르 회의의 전 회장 (미국 거주)
- 굴리미나 마하무티, 피아니스트
- 슈크럿 미탈리포브, 줄기세포 연구원
- 마야 미탈리포바, MIT 화이트헤드 생의학 연구소 근무[6]
- 안와르 유수프 투라니, 정치 활동가
- 누리 투르켈, 미국 국제종교자유위원회 위원
- 미흐리굴 투르순, 신장 수용소의 전 수감자

## 같이 보기
- 동튀르키스탄 망명정부
- 동튀르키스탄 민족 각성 운동
- 위구르계 미국인 협회
- 위구르 인권 프로젝트
- 위구르족 목록